# FIAT 6/8 HP
La 6/8 HP, conosciuta anche come Fiat 6 HP, è un'autovettura costruita dalla Fiat dal 1900 al 1901. Derivata dalla FIAT 3 ½ HP, prima vettura costruita dalla Casa automobilistica torinese, aveva caratteristiche tecniche simili all'antenata ma con un telaio più grande. Fu assemblata negli stabilimenti di Corso Dante.

## Caratteristiche tecniche
Come la FIAT 3 ½ HP aveva un motore in linea a due cilindri ma con cilindrata portata a 1082 cm³, con due valvole per cilindro ed erogante una potenza di 10 bhp; la velocità massima che poteva raggiungere era di 45 km/h . Il cambio era a tre velocità, e rispetto all'antenata fu introdotta la retromarcia. La vettura era a trazione posteriore.

## La Fiat 6/8 corsa
Fu preparata anche una versione da competizione, la 6 HP corsa, guidata da Vincenzo Lancia e Felice Nazzaro. È stata la prima automobile Fiat da competizione, e ne furono costruiti tre esemplari. Vinse la Torino-Asti nell'aprile del 1900 e la difficile Vicenza-Bassano-Treviso-Padova nel luglio dello stesso anno alla velocità media di 59,6 km/h.